# Estepas yesosas de La Alcarria conquense
Estepas yesosas de La Alcarria conquense este o arie protejată (arie specială de conservare — SAC, sit de importanță comunitară — SCI) din Spania întinsă pe o suprafață de 11.452 ha, integral pe uscat.

## Localizare
Centrul sitului Estepas yesosas de La Alcarria conquense este situat la coordonatele 40°16′41″N 2°33′50″W / 40.278°N 2.564°V.

## Înființare
Situl Estepas yesosas de La Alcarria conquense a fost declarat sit de importanță comunitară în decembrie 1997 pentru a proteja 1 specie de plante și 14 specii de animale. Situl a fost protejat și ca arie specială de conservare în mai 2015.

## Biodiversitate
Situată în ecoregiunea mediteraneană, aria protejată conține 9 habitate naturale: Peșteri inaccesibile publicului, Păduri de Quercus ilex și Quercus rotundifolia, Lande oro-mediteraneene cu formațiuni endemice de grozamă, Iazuri temporare mediteraneene, Galerii de Salix alba și de Populus alba, Vegetație gipsofilă iberică (Gypsophiletalia), Pseudostepă cu ierburi și specii anuale de Thero-Brachypodietea, Pajiști umede mediteraneene cu ierburi înalte de Molinio-Holoschoenion, Pășuni mediteraneene udate de apa mării (Juncetalia maritimi).
La baza desemnării sitului se află mai multe specii protejate:
- plante (1): Lythrum flexuosum
- păsări (13): uliu porumbar (Accipiter gentilis), acvilă de munte (Aquila chrysaetos), buha (Bubo bubo), pasărea ogorului (Burhinus oedicnemus), șorecarul comun (Buteo buteo), erete de stuf (Circus aeruginosus), Galerida theklae, acvilă pitică (Hieraaetus pennatus), ciocârlie de bărăgan (Melanocorypha calandra), gaia roșie (Milvus milvus), Oenanthe leucura, turturică (Streptopelia turtur), silvie de tufiș (Sylvia undata)
- mamifere (1): Microtus cabrerae

Pe lângă speciile protejate, pe teritoriul sitului au mai fost identificate 21 de specii de plante, 1 specie de păsări.